# Sân bay Côn Đảo
Sân bay Côn Đảo (tên chính thức: Cảng hàng không Côn Đảo, IATA: VCS, ICAO: VVCS) là một sân bay nhỏ tại Côn Đảo, tỉnh Bà Rịa – Vũng Tàu. Sân bay cách thị trấn Côn Đảo 14 km.

## Lịch sử
Sân bay Côn Đảo được xây dựng từ thời Pháp thuộc, đến năm 2003 được Tổng Công ty Cảng hàng không Miền Nam đầu tư nâng cấp đường băng, sân đỗ, nhà ga đủ điều kiện để mở cửa tiếp thu các loại máy bay ATR72, F70 và tương đương.
Ngày 9/5/2004, Cảng hàng không Côn Đảo đi vào hoạt động, và đưa vào khai thác chặng bay thành phố Hồ Chí Minh – Côn Đảo - thành phố Hồ Chí Minh, Công ty bay dịch vụ hàng không Việt Nam (VASCO) khai thác đường bay này.

## Cơ sở vật chất[1]

### Sân bay

#### Đường cất hạ cánh
Cảng hàng không Côn Đảo có 01 đường CHC kích thước: 1830m x 30m; Hướng từ: 110º - 290º; Ký hiệu: 11/ 29; Độ dốc dọc trung bình:  0.023% và độ dốc ngang đường CHC là 1%; Có sức chịu tải: PCN 20/F/B/W/T
Đầu 11 ( mức cao 5,59m):  08º44'04".95N - 106º37'29".24E
Đầu 29 ( mức cao 6m ):  08º43'45".23N - 106º38'25".70E
Có thể đón các loại máy bay tầm ngắn như ATR 72, Fokker 70, Bombardier CRJ, Embraer E-Jets.
| Tây            | Dài              | Rộng       | Đông |
| -------------- | ---------------- | ---------- | ---- |
| 11 →           | 1.830 m 6.000 ft | 30 m 98 ft | ← 29 |
| Sân đỗ tàu bay |                  |            |      |

#### Sân đỗ tàu bay
Cảng hàng không Côn Đảo có 01 sân đỗ máy bay với 04 vị trí đỗ theo nguyên tắc tự vận hành, có số liệu: Kích thước 191m x 100m; kết cấu bề mặt bê tông nhựa; sức chịu tải PCN 20/F/B/W/T.

### Nhà ga

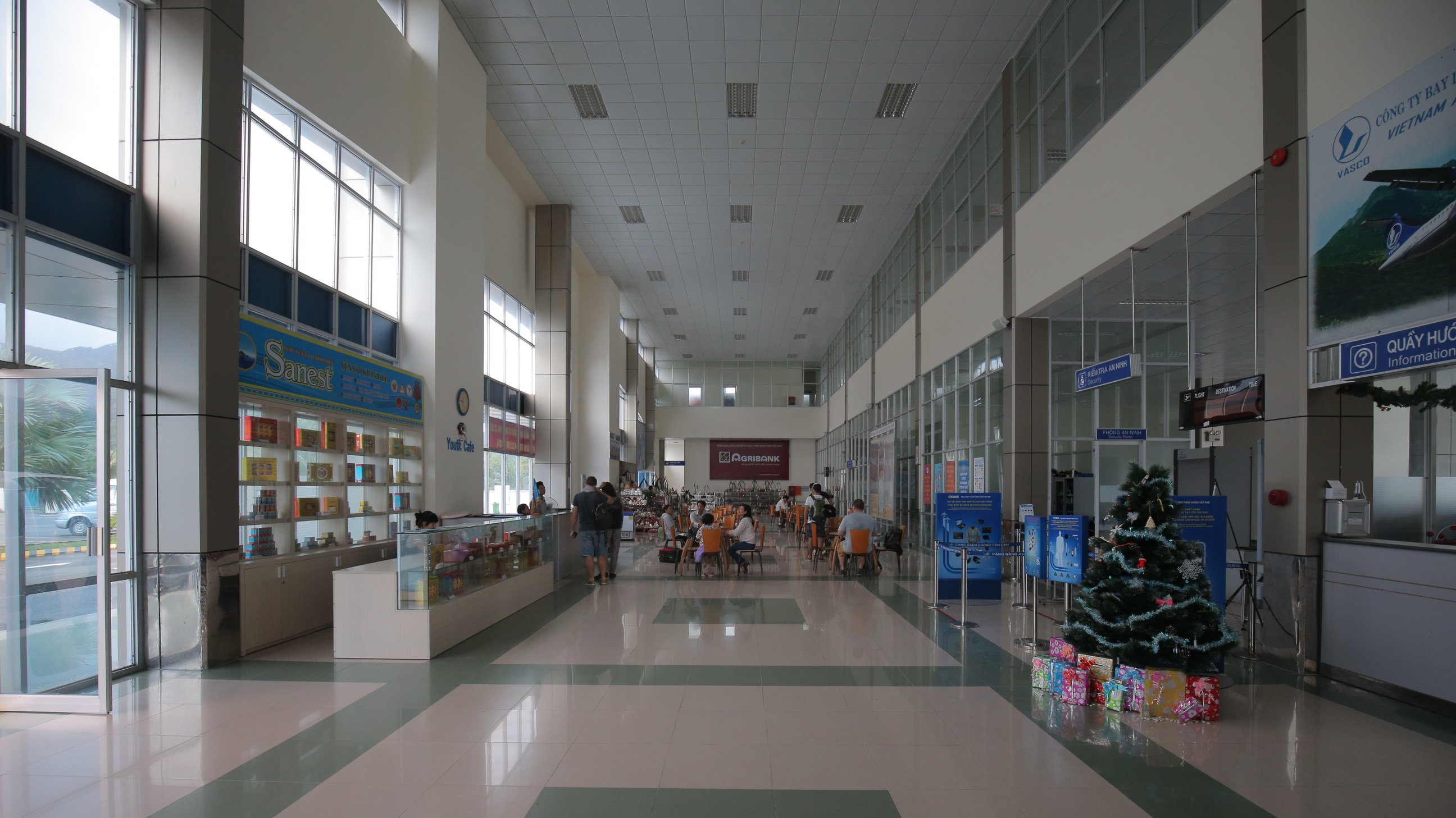

Nhà ga hành khách sân bay Côn Đảo được hoàn thành năm 2005, thay thế cho nhà ga cũ đã có từ thời Mỹ.
Nhà ga được thiết kế với lưu lượng 200 khách trên giờ. Gồm có 2 cửa ra tàu bay, 6 quầy làm thủ tục, 1 băng tải hành lý, 2 phòng chờ VIP.

#### Phòng chờ hạng thương gia First Lounge
Khai trương chính thức vào tháng 11/2020, phòng chờ có diện tích 90m² đặt tại tầng trệt phục vụ hành khách hạng thương gia, hội viên của chương trình Khách hàng thân thiết Bamboo Club hạng First và Diamond và tất cả hành khách sở hữu Voucher vào phòng chờ của hãng. Lấy cảm hứng từ phòng chờ First Lounge sân bay Nội Bài, phòng chờ có thiết kế hiện đại, hướng nhìn thẳng ra bãi đỗ máy bay và cảnh núi rừng kì vĩ, tông màu nâu chủ đạo kết hợp cùng các màu sắc đặc trưng của hãng như màu xanh nước biển, xanh lá cây trên nội thất khắc họa vẻ đẹp tinh tế, trang nhã mà không kém phần ấm cúng.

### Tương lai
Theo Quyết định phê duyệt quy hoạch, đến năm 2015, sân bay Côn Đảo sẽ đạt cấp 3C (theo mã chuẩn của Tổ chức hàng không dân dụng quốc tế ICAO) và sân bay quân sự cấp II, có thể phục vụ máy bay ATR 72 và tương đương, xây thêm sân đỗ đạt diện tích 13.320m², nhà ga hành khách công suất 195 hành khách/giờ cao điểm. Đến giai đoạn 2015-2025, sẽ mở rộng sân đỗ đạt diện tích 16.920m², có thể phục vụ 3 chiếc ATR 72 và 1 chiếc dự phòng; nâng cấp mở rộng nhà ga hành khách đạt công suất 300 hành khách/giờ cao điểm. Tổng lượng khách có thể phục vụ là 500.000 lượt hành khách/năm.
Để tận dụng công suất khai thác của sân bay Côn Đảo, Tập đoàn FLC đã đề nghị chủ trương tài trợ lắp đặt hệ thống đèn đêm tại sân bay nhằm tạo điều kiện để có thể khai thác các chuyến bay đêm đến/đi Côn Đảo.
Đến năm 2025, Cảng Hàng không Côn Đảo sẽ là cảng hàng không cấp 4C (Tổ chức hàng không dân dụng quốc tế ICAO) và sân bay quân sự cấp II, đảm bảo tiếp nhận các loại máy bay như A320/A321 và tương đương; xây dựng đường băng mới có kích thước 2400m x 45m; tận dụng đường băng cũ làm đường lăn song song và xây mới 5 đường lăn nối kích thước 18m x 150m; mở rộng sân đỗ lên 31.500m² đáp ứng chỗ đỗ cho 1 máy bay A320/A321 và 4 máy bay ATR 72; mở rộng nhà ga hành khách đạt công suất 300 hành khách/giờ cao điểm; lượng hành khách tiếp nhận là 300.000 lượt hành khách/năm.

## Hãng hàng không và điểm đến
| Hãng hàng không                      | Các điểm đến                   | Ghi chú |
| ------------------------------------ | ------------------------------ | ------- |
| Vietnam Helicopters                  | Vũng Tàu                       | [ 2 ]   |
| VietJet Air                          | Hà Nội, Thành phố Hồ Chí Minh  |         |
| Vietnam Airlines Khai thác bởi VASCO | Cần Thơ, Thành phố Hồ Chí Minh | [ 3 ]   |

## Thống kê

### Số liệu thống kê theo năm
|            | Hành khách | Hàng hóa (tấn) |
| ---------- | ---------- | -------------- |
| 2005       | 18.839     | 0              |
| 2006       | 20.039     | 0              |
| 2007       | 30.818     | 2              |
| 2008       | 37.779     | 9              |
| 2009       | 67.275     | 71             |
| 2010       | 94.588     | 175            |
| 2011       | 154.565    | 334            |
| 2012       | 190.848    | 430            |
| 2013       | 175.684    | 417            |
| 2014       | 188.594    | 515            |
| 2015       | 231.679    | 603            |
| 2016       | 293.932    | 839            |
| 2017       | 373.978    | 814            |
| 2018       | 400.950    | 922            |
| 2019       | 430.100    | 759            |
| 2020       | 447.750    | 511            |
| Nguồn: CAA |            |                |

### Tần suất khai thác các chuyến bay
| Hạng | Sân bay               | Số chuyến (hàng tuần) | Hãng hàng không                         |
| ---- | --------------------- | --------------------- | --------------------------------------- |
| 1    | Thành phố Hồ Chí Minh | 132                   | Bamboo Airways, VASCO, Vietnam Airlines |
| 2    | Hà Nội                | 30                    | Bamboo Airways                          |
| 3    | Cần Thơ               | 7                     | Bamboo Airways, VASCO                   |
| 4    | Vũng Tàu              | 2                     | Vietnam Helicopters - VNH               |

## Đường bay vàng Hà Nội, TP.HCM - Côn Đảo
Từ nhiều năm trở lại đây, bay đến Côn Đảo là sân chơi riêng của VASCO, hãng bay thành viên của Vietnam Airlines. Do đặc thù đường băng ngắn của sân bay Côn Đảo (dài 1830m) chỉ có máy bay ATR 72 có thể cất hạ cánh ở sân bay này, giúp hãng nghiễm nhiên độc quyền đường bay.
VASCO từng có đối thủ cạnh tranh với Air Mekong, tuy nhiên hãng bay này đã phá sản vào năm 2013. Phải tới năm 2020 khi Bamboo Airways mở đường bay đến Côn Đảo, VASCO mới lại có hãng bay cạnh tranh sau khoảng 7 năm một mình một sân.
Với phản lực khu vực cấu hình hơn 100 ghế, những chiếc Embraer E195 từ Bamboo Airways còn có lợi thế về tính kinh tế khi một slot bay có thể khai thác được nhiều khách bay hơn. ATR 72 của VASCO có cấu hình 68 ghế, đồng nghĩa mỗi chuyến bay bằng Embraer 195 chở được lượng khách gần gấp đôi.
VASCO có lợi thế về kinh nghiệm khai thác đường bay Côn Đảo. Đây là đường bay chủ lực của VASCO khi theo thống kê của Cục Hàng không, cả năm 2020 hãng bay này khai thác 8.754 chuyến bay, trung bình 24 chuyến/ngày thì trên đường bay Côn Đảo hãng đã khai thác với tần suất 20 chuyến/ngày.
Do đã khai thác lâu dài cùng đội bay 5 chiếc ATR 72, Cục Hàng không hiện ưu tiên VASCO về slot bay (khung giờ cất hạ cánh) trên các đường bay đến Côn Đảo, trong khi Bamboo Airways sẽ nhận phần slot bay còn lại, đây là lợi thế không nhỏ dành cho VASCO.
Thách thức này sẽ càng lớn hơn khi Bamboo Airways mở đường bay từ TP.HCM và Hà Nội vào tháng 9 năm 2020. Dàn Embraer E190 của Bamboo Airways đang tăng mạnh về số lượng và lãnh đạo hãng cũng đã có tuyên bố về việc sẽ mở mạng bay tới những sân bay có đường băng ngắn mà VASCO đang độc quyền như Rạch Giá, Cà Mau hay Điện Biên. Tuy nhiên đến tháng 4 năm 2024, hãng tạm dừng khai thác do trong quá trình tái cơ cấu.
Ngày 19 tháng 4 năm 2025, VietJet Air mở đường bay từ TP.HCM và Hà Nội bằng chiếc Comac C909.

## Sự cố và tai nạn
- Ngày 3/5/2021, chuyến bay QH1063 của Bamboo Airways khởi hành từ sân bay quốc tế Đà Nẵng khi đang hạ cánh đã va phải chim khiến máy bay phải tạm dừng khai thác để khắc phục lỗi kĩ thuật. Sự cố trên đã dẫn đến việc hãng buộc phải trực tiếp huỷ các chuyến bay sử dụng máy bay này để khai thác.